# La congiura (film 1970)
La congiura (The Brotherhood of the Bell) è un film TV del 1970, diretto da Paul Wendkos, basato sul romanzo The Brotherhood of Velvet di David Karp.

## Trama
Gli aderenti alla Confraternita della Campana hanno la caratteristica di poter essere facilmente circonvenuti: durante il farneticante rito di iniziazione – al quale peraltro i neofiti si sottomettono volontariamente -, in cambio dei vantaggi che l'appartenenza alla loggia procurerebbe loro, essi devono giurare di osservare una cieca obbedienza nei confronti della setta, di tenere l'assoluto silenzio con terze persone sulla Confraternita, e di essere pronti in qualsiasi momento a pagare un "debito", di qualunque cosa si tratti.
Ormai da 22 anni il professor Andrew Patterson di Los Angeles fa parte della confraternita: ora egli, richiamato dal suo mentore di un tempo, il finanziere Chad Harmon, presenzia – in un'aula del St. George College di San Francisco, sua vecchia scuola – alla cerimonia di ammissione di un nuovo membro, il giovane Philip Everest Dunning, del quale – secondo le usanze, e secondo la terminologia in uso – diventerà il "Maestro".
In quell'occasione viene chiesto a Patterson di pagare il suo "debito", che consiste nel convincere o costringere il suo più anziano amico e collega Konstantin Horvathy – profugo politico dai regimi dittatoriali europei - a rinunciare al posto di direttore del dipartimento universitario di linguistica che gli è stato offerto, perché la Confraternita della Campana ritiene che quell'incarico spetti a un affiliato alla società segreta. Se non riesce con le buone, Patterson dovrà mostrare a Horvathy il plico di documenti compromettenti (forniti dalla Confraternita) che lo riguardano - e con lui diverse altre persone nella madrepatria sottoposta a dittatura -, minacciando di trasmetterli alle autorità del suo paese d'origine, che sicuramente potranno incarcerare, torturare e uccidere le persone citate. Patterson, non riuscendo a ottenere una spontanea adesione di Horvathy, riluttante, ottempera al giuramento di obbedienza, gli mostra i documenti ed effettua la minaccia.
Horvathy, incredulo e amareggiato, non vuole rinunciare al nuovo incarico che gli è stato prospettato, ma ancora meno vuole mandare a morte qualcuno. Dibattuto fra l'impossibilità di assumere il suo nuovo incarico – pena la morte dei suoi vecchi compagni – e l'alternativa, alla sua età, di ricominciare tutto da capo – e tormentato anche dalle sue esperienze europee nell'Olocausto e nel susseguente parimenti opprimente regime comunista -  Horvathy non trova altra alternativa che togliersi la vita. Patterson si sente colpevole (e in parte lo è): confessa tutto alla moglie Vivian, e intende denunciare alla polizia le malefatte degli aderenti alla Confraternita. Chiede consiglio al padre di Vivian, Harry Masters, che alla fine si rivela essere un altro aderente alla setta, così come il falso agente federale, Thaddeus Burns, al quale Masters lo presenta. Masters comincia a far passare Patterson per pazzo. Dovunque si volga, Patterson trova un muro di gomma. Il suo ufficio in università viene inspiegabilmente chiuso: il preside Jerome Fielder gli dice che la decisione è stata presa dal comitato finanziatore, per mancanza di fondi. Il padre di Patterson, Mike, ricco imprenditore edilizio, riceve un'inaspettata e probabilmente posticcia visita della finanza, che lo accusa di evasione fiscale. In uno scontro con Masters, Mike viene colto da un ictus che lo porterà alla morte.
Patterson non manca di rivolgersi alle reti televisive: le sue accuse ai fratelli della Campana vengono trasmesse. Le autorità vengono allertate, ma – forse perché anch'esse succube della Confraternita – non paiono fare molto caso alla storia. Patterson appare eccessivamente ossessionato persino agli occhi della moglie Vivian, e i due si lasciano. Il culmine viene raggiunto durante una trasmissione televisiva ospitata dal noto anchorman Bart Harris. L'argomento della Confraternita della Campana ha ormai perso la sua attrattiva mediatica, e il pubblico – e il conduttore stesso – si abbandonano ad alcune demenziali ipotesi a proposito della società segreta: per alcuni si tratterebbe di un complotto bianco contro la popolazione afroamericana, per altri di una conventicola di ebrei, per altri ancora di una manovra dei cardinali cattolici di Roma.
Patterson sta perdendo ogni speranza di far prendere sul serio l'esistenza della Confraternita, il suo reale peso politico e sociale, l'impatto pernicioso che ha avuto sulla vita sua e di diversi altri. L'ultimo suo appiglio è il giovane Philip Everest Dunning, alla cui iniziazione egli ha presenziato. Patterson si reca da lui presso il campus di San Francisco, gli racconta l'intera sua esperienza, gli espone i pericoli ai quali il voto di obbedienza lo esporrebbe, nel tentativo di convincerlo ad abbandonare i legami con l'associazione, e a denunciarne il carattere antiliberale e funesto al pubblico – che così inizierebbe a credere alla realtà della cosa solo quando un'altra voce all'interno dell'organizzazione si levi contro di essa. Dunning tergiversa, è combattuto, si tira indietro, e alla fine Patterson, sconsolato, lascia la sua camera.
Lungo i corridoi che percorre per allontanarsi dal campus, Patterson è infine raggiunto da Dunning, che dimostra così di volere adempiere alla sua richiesta. Le malefatte della Confraternita della Campana paiono allora avere più opportunità di essere scoperte e combattute.

## Produzione
Le riprese furono effettuate nei mesi di febbraio e marzo 1970. Le scene ambientate nell'immaginario St. George College vennero girate al Pomona College di Claremont (California).
Il regista Paul Wendkos e l'autore e sceneggiatore David Karp ottennero una candidatura alla 23ª edizione dei DGA Award assegnati dalla Directors Guild of America, nelle categorie rispettivamente "Outstanding Directorial Achievement" per la televisione e "Outstanding Writing Achievement in Drama – Original Teleplay". Glenn Ford, a proposito del film dichiarò: "Sono state cinque fra le settimane più gradevoli che ho trascorso lavorando (…) era una buona, solida sceneggiatura, e c'era gente del calibro di Maurice Evans e Dean Jagger a lavorare con me." Si trattò della prima esperienza televisiva per Glenn Ford, e dell'ultima apparizione in un film per l'attrice Virginia Gilmore, che vi interpreta la donna antisemita nel pubblico della trasmissione televisiva.
Una versione televisiva del romanzo di David Karp su cui si basa il film era stata realizzata in precedenza dal regista Tom Donovan ed era andata in onda il 6 gennaio 1958 come quattordicesimo episodio della decima stagione della serie Studio One.

## Distribuzione
Il film è andato in onda in prima visione il 17 settembre 1970 nell'ambito del programma CBS Thursday Night Movie.
Il film La congiura è stato edito in DVD nel 2015 a cura della CBS Home Entertainment; un'ulteriore edizione in DVD è stata curata dalla Cinema International Media SL ("La Hermandad de la Campana"): in essa i dialoghi, oltre che nell'originale inglese, sono disponibili anche in un doppiaggio in lingua spagnola.

## Accoglienza
David Deal, intervenendo nel 1986, riteneva che La congiura fosse "uno dei migliori film televisivi del periodo, un thriller dai tratti paranoidi sulla scia di Operazione diabolica di John Frankenheimer, che indubbiamente lo ha influenzato. Il regista Paul Wendkos ha raggiunto qui il suo maggior successo nei film TV. È una produzione di primo livello (…) La congiura, realizzato in un periodo di grande fermento sociale, mette in chiaro dall'inizio che intende schierarsi dal lato di coloro che promuovevano il cambiamento. La prima sequenza, nella quale un nuovo iniziato viene accolto nella congregazione, è presentata con la dignità e solennità proprie di una tradizione molto antica. Ma accade qualcosa di strano. La fotografia a grande angolo rende la scena irreale e sinistra, come fossimo nel momento iniziale di qualche evento sconosciuto." Peter Ford, il figlio di Glenn, notava nel 2011 che "al giorno d'oggi il film è considerato da alcuni come un classico cult-movie" riguardante la teoria del complotto.